# Staatliche Wissenschaftlich-Technische Bibliothek der Ukraine
Die Staatliche Wissenschaftlich-Technische Bibliothek der Ukraine (State Scientific and Technical Library of Ukraine (SSTL), ukrainisch Державна науково-технічна бібліотека України) ist die zentrale wissenschaftliche Bibliothek der Ukraine und Teil des wissenschaftlichen Bibliothekssystems der Ukraine. Ihr Ziel ist die Umsetzung der nationalen Bildungs-, Wissenschafts- und Kulturpolitik und die Verfügbarmachung wissenschaftlicher und technischer Informationsquellen für Wissenschaftler und die allgemeine Öffentlichkeit.

## Geschichte
Im März 1935 wurde die Technische Zweigbibliothek der UdSSR gegründet, die eine Zweigstelle der Staatlichen Wissenschaftlichen Bibliothek (SSL) des Volkskommissariats für Schwerindustrie (Narkomtjazhprom) der UdSSR war.
Während des Zweiten Weltkriegs wurden fast der gesamte Bestand und auch das Bibliotheksgebäude zerstört. Mit dem Wiederaufbau wurde Ende 1946 begonnen. Bis 1958 änderten sich der Name und die Unterordnung der Bibliothek mehrmals. Bis 1959 wuchs der Bestand wieder auf 200.000 Medieneinheiten an. Am 6. Juni 1960 erhielt die Bibliothek den Status der Staatlichen Republikanischen Wissenschaftlichen und Technischen Bibliothek, die in der Zeit der unabhängigen Ukraine 1992 ihren aktuellen Namen erhielt. Heute gehört die Bibliothek zum Verwaltungsbereich des Ministeriums für Bildung und Wissenschaft der Ukraine.

## Bestand
Die Sammlung der SSTL umfasst mehr als 18 Millionen Medieneinheiten, unter anderem Patentdokumente, Normen, Dissertationen, Berichte über Forschung und Entwicklung, Bücher und Zeitschriften und vieles mehr. Die Bibliothek verfügt auch über einen einzigartigen, sektorübergreifenden Bestand an wissenschaftlicher und technischer Literatur und Dokumentation.

## Wissenschaftliche Aktivitäten
Die Staatliche wissenschaftlich-technische Bibliothek der Ukraine führt eine Reihe von wissenschaftlichen Aktivitäten durch, die wichtigsten sind: Durchführung von Forschungen im Bereich der Bibliotheks- und Informationswissenschaften Befriedigung des Informationsbedarfs der Nutzer, einschließlich der Mitarbeiter von Industrie-, Wissenschafts- und Forschungseinrichtungen sowie der Vertreter des Privatsektors; Erhaltung, Organisation und Pflege des breit gefächerten Bestands an wissenschaftlicher und technischer Literatur; Bildung und Nutzung wissenschaftlicher und technischer Informationsressourcen, einschließlich der Durchführung wissenschaftlicher und informationstechnischer Forschungsarbeiten zur Entwicklung und Verbesserung der Verfahren zur Bildung des Bestands und der Einrichtung einer Referenzsuchmaschine Aufbau und Entwicklung des Systems der bibliografischen Verzeichnisse der nationalen wissenschaftlichen und technischen bibliografischen Datenbanken.
Außerdem fördert die SSTL die Einführung und Nutzung von Computerinformations- und Bibliothekstechnologien im Netz der wissenschaftlichen und technischen Bibliotheken;, Hinterlegung der Ergebnisse intellektueller Tätigkeit und Erstellung einschlägiger Informationsprodukte; Informationsunterstützung der wissenschaftlichen Forschung, einschließlich der Organisation eines zentralisierten Abonnements für den Zugang zu wissenschaftlichen Informationen und Datenbanken, Beratung und praktische Unterstützung der Nutzer; Durchführung von wissenschaftlichen und praktischen Konferenzen, Ausstellungen und Workshops, auch auf internationaler Ebene, um die Ergebnisse der wissenschaftlichen Tätigkeit zu verbreiten; wissenschaftlich-methodische und organisatorische Arbeit, Organisation eines ständigen Systems der beruflichen Entwicklung der Mitarbeiter des Netzes der wissenschaftlichen und technischen Bibliotheken der Ukraine.

## Forschungsprojekte
Die Staatliche Wissenschaftliche und Technische Bibliothek der Ukraine nimmt eine wichtige Stellung bei der Digitalisierung und Weiterentwicklung der nationalen Forschungsinfrastruktur ein. Die Bibliothek hat in diesem Zusammenhang eine Reihe von Projekten durchgeführt und damit ihr Engagement für Offenheit, Innovation und Fortschritt unter Beweis gestellt. Zu den erfolgreichen Projekten gehören:
Open Ukrainian Citation Index (OUCI) ist eine Suchmaschine und eine Zitationsdatenbank, die auf den Publikationsmetadaten der Crossref-Mitglieder basiert. OUCI soll die Suche nach wissenschaftlichen Publikationen vereinfachen, die Aufmerksamkeit der Herausgeber auf das Problem der Vollständigkeit und Qualität der Metadaten ukrainischer wissenschaftlicher Publikationen lenken und es Bibliometrikern ermöglichen, die Beziehungen zwischen Autoren und Dokumenten aus verschiedenen Disziplinen, insbesondere im Bereich der Sozial- und Geisteswissenschaften, frei zu untersuchen. Dieses Projekt dient der Unterstützung der Initiative für offene Zitate.